# 血龍狂舞
〈血龙狂舞〉（英語：The Dance of Dragons）是美国HBO电视台奇幻电视剧《权力的游戏》第五季的第九集，全剧第49集。本集由电视剧联合编剧大卫·贝尼奥夫和D·B·魏斯编剧，戴维·纳特导演，于2015年6月7日首播。

## 剧情
在布拉佛斯，艾莉亚仍然伪装成牡蛎商人，继续着贾昆派给她的毒杀瘦人的任务。然而，她在前去寻找目标的途中发现梅斯·提利尔和马林·特兰抵达港口与铁金库谈判付款条件。一见到特兰的艾莉亚忘记了自己有任务在身，跟着梅斯和特兰进城，最终跟着特兰进入一间妓院，意识到特兰是去嫖娼。回去跟贾昆报告时，艾莉亚向他谎称瘦人并不饥渴，没有买自己的牡蛎，并表达会在翌日再试一次。贾昆同意了，尽管他还不知道自己该不该相信艾莉亚。
回到绝境长城，乔恩和托蒙德带着在艰难屯幸存下来的守夜人和野人回归。他们走进城门时，尽管与乔恩有过节，艾里沙还是吩咐人开城门。乔恩认为他的任务失败了，但萨姆指出，他拯救了成千上万的野人，使他们免遭异鬼的杀害。乔恩也意识到，他的许多守夜人弟兄与野人的不快正在长城中消散，而艾里沙警告他慈悲会害死他们。
北境方面，拉姆齐和他的20名手下在史坦尼斯的营地里忙里偷闲时，烧掉史坦尼斯的物资。物资被毁，史坦尼斯意识到他的军队怕是无法过冬了。戴佛斯建议他们撤回黑城堡，但史坦尼斯拒绝，并指出他们缺少物资，不管怎样都要把它们弄回来。随后他安排戴佛斯骑马回到黑城堡请求更多的补给和增援，以换取史坦尼斯所有驻守在长城的军队。史坦尼斯随后准许梅丽珊卓在火刑柱上作为祭品烧死他的女儿希琳，他认为希琳血管中的“王室血统”能讨好红神，从而改变他们的命运。希琳朝父母叫喊时，最初支持史坦尼斯决定的赛丽丝转变心意，想要阻止仪式，但被阻止，只能看着她的孩子被活活烧死。
再看多恩城，詹姆被带到道朗·马泰尔面前解释他的行为。詹姆发现，由于多恩城给他们发来恐吓信，他被派去拯救弥赛菈。道朗很快意识到艾莉西亚是发恐吓信的人，并表达歉意。为了避免与兰尼斯特开战，道朗与詹姆展开协商。为了换取詹姆的自由，让弥赛菈回到君临城，兰尼斯特家族必须允许崔斯丹连同他们在御前会议上当替补。崔斯丹还允许道朗重拾自由，但条件是要被扇何塔一巴掌，为道朗早前的袭击报仇。会后道朗私底下艾莉西亚，向她发出最后通牒：宣誓效忠于他或是被处决。艾莉西亚含泪在沙蛇们的面前发誓，道朗警告他这是给她最后一次机会。艾莉西亚后来遇见詹姆，向他作出赔偿，承认奥柏伦的死并不是他或弥赛菈的错。
最后来到弥林，丹妮莉丝在提利昂、弥桑黛、达里奥和西茨达拉的陪同下观摩达兹纳克竞技场战斗季的揭幕战。在第二轮对阵开始时，其中一位战士报出自己叫乔拉。成功击败其他战士后，乔拉突然拿起一支长矛投向皇室座位，击毙一名偷偷靠近丹妮莉丝的刺客。随即，鹰身女妖之子袭击角斗场，杀害众多卫兵和观众，刺伤了西茨达拉。丹妮莉丝和她的随从们企图逃跑，但女妖封锁了出口，留下来的幸存者被困在角斗场中央。丹妮莉丝抓住弥桑黛的手闭上眼睛，似乎要任命，此时卓耿在吼声中出现，喷火杀死了鹰身女妖之子，其他女妖落荒而逃，但女妖向卓耿投掷长矛。丹妮莉丝赶紧骑到卓耿的背上命令他起飞。看到卓耿载着丹妮莉丝飞上天，鹰身女妖之子逃跑，而她的盟友只剩下满满的敬畏，看着她飞走。

## 制作
本集由大卫·贝尼奥夫和D·B·魏斯编剧，内容包括乔治·马丁小说《魔龙的狂舞》“祭品”（The Sacrifice）、“守夜人”和丹妮莉丝第九章的内容，还包含序章和即将发行的《凛冬的寒风》的材料。跟本季的其他剧集一样，本集包括未在马丁的小说中出现的原创内容。执行制片人贝尼奥夫和魏斯证实马丁告诉他们，希琳将在未来一部未发表的小说中作为祭品被烧死。贝尼奥夫表示：“乔治第一次告诉我们这件事时，我记得有一阵子我在看丹的时候，就像是天啊，这太、太可怕了，它的戏剧感太棒了，因为所有元素走到一起来了。”魏斯表示，他认为用这种方式杀死希琳“完全（在叙事上）是有道理的”，质疑为什么“我们所有人高度选择的角色值得我们的同情。史坦尼斯已经出于自第二季以来看似微不足道的原因烧死活人。”本集获得第67届黄金时段艾美奖最佳特效奖后，电视剧的制作团队Pixomondo公司发布幕后特辑，详解片中关键镜头的特效制作过程。

## 评价

### 收视率
本集首播时有714万美国观众观看。将Live+7 DVR观众计算在内，本集总收视人数为992万人，18岁-49岁观众层收视率5.2。

### 专业评价
本集获得高度积极的评价，许多评论家赞扬剧集达兹纳克竞技场的结尾。然而，编剧决定让史坦尼斯牺牲希琳却得到极化的批评，有人称赞这是强有力的角色发展，而其他人感觉这出卖了史坦尼斯的本性。本集在评论聚合网站烂番茄上获得88%的新鲜度，平均得分8.9/10分，评论家共识写道“强调一个尤为揪心的时刻和一次权利的壮观展示，《血龙狂舞》成功地展现出冲击力，怀着敬畏之心的观众在电视剧的倒数第二集中表现出期望。”本集是从第四季开始烂番茄为单一剧集提供评分以来，评分最低的一集。
IGN的马特·福勒（Matt Fowler）大力称赞本集，打出9.3/10分的“惊人”得分。他特别赞扬本集的最后一幕，指出“单就丹尼小心翼翼的爬上龙头，然而飞起来消失在空中的奇观就已经是标志性的了。这很有趣，对于身为坦格利安家族一员的她而言是一个伟大的时刻，这位维斯特洛家族未来的潜在领导人，在她担任女王期间最血腥和壮观的败局中展示出威力。”他概述他的评论道：“你会获得另一种令人兴奋（并令人不安）的一集，史坦尼斯做了一个重大的决定，丹妮莉丝出席比赛”，并标榜称史坦尼斯的决定是本集的强撑点。《每日电讯报》的夏洛特·朗西（Charlotte Runcie）也大加赞赏地评论了本集：“从拥挤角斗场的场面巨大的《角斗士》式清扫，到在狂热叫嚷的大量观众目前触目惊心的精心编排的战斗到死场面，在背后投入好莱坞级预算的一部多季电视节目在本周交出了丰厚的奖励。”朗西还对希琳牺牲的场景印象深刻，称其为第五季中“最悲惨的场景之一”。
影音俱乐部的两位作家都评价本集。为没有读过小说的观众写评论的布兰登·诺瓦克（Brandon Nowalk）给予本集A-评价，赞赏史坦尼斯牺牲希琳。他表示：“史坦尼斯在火刑柱上烧死自己的女孩自血婚以来最揪心的一集《权力的游戏》，只有暴力完全耗尽了兴奋感。这并不是一个震撼人心的瞬间，而且奥柏伦的死也没有血腥得让人作呕。相反它是一场漫长、冷血的死亡之旅。让人印象最为深刻的节奏也不是本季最强力的安排。”他还赞扬了本集在弥林的结尾，表示“丹尼牵着弥桑黛的手的特写镜头太生动，我现在快要变得糊涂了“，并进一步表示“CGI可以用上一些润色，但希琳没有能让我倒挂微笑的缺点。”而为读过小说的观众写评论的迈尔斯·麦克纳特（Myles McNutt）给予本集B+评价，赞扬弥林的情节，表示“这个强有力的画面，在本季被规定的预算限制下有效地呈现出来。看着丹妮一飞冲天在角斗场附近驾着卓耿一飞冲天是一幅标志性的画面，但它没有其他角色本身有内涵那样真实的体验。”
《福布斯》的埃里克·凯恩（Erik Kain）更加批评牺牲场景。尽管他赞赏本集总体上“惊险、悲壮且激烈”，但他称牺牲场景“是一种毁掉史坦尼斯一角的可怕、不太好、非常糟糕、气死人的方式”，“编剧决定中的怪物”。他还表示该场景是节目到目前为止所展现出的“最令人不安、莫名其妙且不必要的原创内容之一”，但他指出牺牲场景实际上是乔治·马丁的想法（有两部《冰与火之歌》还没发行），目前还清楚节目中希琳的死亡多么的偏离她在书中故事线。
《华盛顿邮报》阿丽莎·罗森博格（Alyssa Rosenberg）则保持中立，但她发现戴维·纳特的导演“干得漂亮”，并认为场景惊人地发展，史坦尼斯作为角色深陷在“他自己的选择论”中，他会想尽一切办法夺取王位。她还指出该场景脱离迄今为止的书作，但可能会在未来的一部作品达到一致。

### 奖项
由于她的提名，艾美莉·克拉克考虑提交本集去争夺黄金时段艾美奖剧情类最佳女配角奖。在第67届黄金时段创意艺术艾美奖上，本集赢得剧情类最佳单摄影机画面剪辑奖和最佳视效奖。